# Mon amour pour toi
Mon amour pour toi – utwór belgijskiego wokalisty Fud Leclerca, napisany przez Jacka Saya i Roberta Montala, nagrany i wydany w 1960 roku. Kompozycja reprezentowała Belgię podczas finału 5. Konkursu Piosenki Eurowizji w tym samym roku. Tym samym, był to drugi numer Leclerca, z którym wystąpił on podczas koncertu finałowego imprezy.
Podczas konkursu, który odbył się 29 marca 1960 roku w londyńskim Royal Festival Hall, utwór został zaprezentowany jako piąty w kolejności i ostatecznie zdobył 9 punktów, plasując się na szóstym miejscu finałowej klasyfikacji. Dyrygentem orkiestry podczas występu wokalisty był Henri Segers.